# Rama (Könige von Thailand)
Die Könige der Chakri-Dynastie von Thailand werden Rama (พระราม) genannt.
Zur Unterscheidung wird der Name zusätzlich mit einer römischen Ordnungszahl zwischen I. und X. versehen, also: „Rama I.“ bis „Rama X.“
Der Name Rama wurde von dem hinduistischen Gott Rama übernommen.
Die Benutzung der römischen Ordnungszahl stimmt mit dem thailändischen Brauch überein, die thailändischen Könige der derzeitigen Dynastie durchzunummerieren, jedoch ist die Übersetzung des Namens ungenau. Sie könnte zu der Annahme führen, dieses sei der Name, den der König bei seiner Krönung angenommen habe. Außerdem findet sich der Titel auch für die früheren Könige:
- Ramathibodi I. (1314–1369), erster König des Königreichs Ayutthaya in Thailand
- Ramathibodi II. (1472–1529), König des Königreichs Ayutthaya in Thailand

- Rama I., Phra Phutthayotfa Chulalok (1782–1809)
- Rama II., Phra Phutthaloetla Naphalai (1809–1824)
- Rama III., Phra Nang Klao (1824–1851)
- Rama IV., Mongkut (1851–1868)
- Rama V., Chulalongkorn (1868–1910)
- Rama VI., Vajiravudh (1910–1925)
- Rama VII., Prajadhipok (1925–1935)
- Rama VIII., Ananda Mahidol (1935–1946)
- Rama IX., Bhumibol Adulyadej (1946–2016)
- Rama X., Maha Vajiralongkorn seit 2016 (Krönung im Mai 2019)

## König Phra Mongkutklao (Vajiravudh)
Tatsächlich gibt es nur einen König in der Dynastie, der sich Rama nannte, es war König Phra Mongkutklao (Vajiravudh), der sechste König von Bangkok. Sein Krönungstitel war Phra Mongkutklao Chaoyuhua, jedoch verkündete er am 11. November 1916 ein vereinfachtes System zur Nennung der Chakri-Könige. Sie alle bekamen postum den Namen Ramathibodi (plus Nummer) verliehen. Eine Abkürzung zu Rama war erlaubt. So ließ sich König Vajiravudh Phra Ram thi hok (พระรามที่ ๖ – „Rama VI.“) nennen. Es wird angenommen, dass er während seines Studiums in Oxford von der europäischen Sitte beeinflusst wurde, Könige mit ähnlichen Namen durchzunummerieren.

## Gebrauch in Thailand
Eine ähnliche Praxis ist auch in Thailand üblich. Der Name eines thailändischen Königs ist traditionell heilig und würde normalerweise nicht ausgesprochen werden. Das Volk würde den König mit anderen Worten bezeichnen – heutzutage beispielsweise als Nai Luang oder Phra Chao Yu Hua (ในหลวง, bzw. พระเจ้าอยู่หัว: beides bedeutet „König“). Als Phra Phutthayotfa Chulalok seine Dynastie gründete, wurde er als Phaendin Ton (แผ่นดินต้น – wörtl.: „das erste Königreich“) bezeichnet. Als dann sein Sohn den Thron erbte, war er Phaendin Klang (แผ่นดินกลาง – wörtl.: „das mittlere Königreich“). Diese Bezeichnungsweise wurde heikel, als König Phra Nang Klao, der dritte König in der Bangkoker Dynastie, auf den Thron kam. Denn als logische Fortführung hätte er Phaendin Plai (แผ่นดินปลาย – wörtl.: „das letzte Königreich“) genannt werden müssen, was verständlicherweise nicht sehr verheißungsvoll klingt. Stattdessen wurde er Rachakan thi sam (รัชกาลที่ ๓, abgekürzt ร.๓ – wörtl.: „die dritte Regierungszeit“) bezeichnet.
Seitdem sind alle Könige der Dynastie unter dem inoffiziellen Namen Rachakan thi n. („Die n. Regierungszeit“) bekannt. Der derzeitige König Maha Vajiralongkorn ist daher Rachakan Ti Sip („10. Regierungszeit“). Diese Bezeichnungsweise wurde auch auf die beiden ersten Könige übertragen.
Indem sich also König Mongkutklao auf Englisch „Rama VI“ nannte, stimmte die Nummerierung mit dem thailändischen Rachakan thi hok überein. Sie ist seit jenen Tagen noch immer in Gebrauch, obwohl kein anderer König sich jemals Rama nannte.

## Ayutthaya
Es gab schon im Königreich von Ayutthaya einige Könige, die offiziell den Krönungsnamen Ramathibodi (Thai: รามาธิบดี <Pali/Sk.: Rāma + adhi + pati>, wörtl.: ‚der bedeutende Herrscher Rama‘) trugen.

## Die Könige der Chakri-Dynastie
- Phra Phutthayotfa Chulalok – Rama I. der Große (1782–1809)
- Phra Phutthaloetla Naphalai – Rama II. (1809–1824)
- Phra Nang Klao – Rama III. (1824–1851)
- Mongkut – Rama IV. (1851–1868)
- Chulalongkorn – Rama V. der Große (1868–1910)
- Vajiravudh – Rama VI. (1910–1925)
- Prajadhipok – Rama VII. (1925–1935)
- Ananda Mahidol – Rama VIII. (1935–1946)
- Bhumibol Adulyadej – Rama IX. der Große (1946–2016) (gekrönt 1950)
- Maha Vajiralongkorn – Rama X (* 1952)